# Рязанцево (Мещовський район)
Рязанцево (рос. Рязанцево) — село в Мещовському районі Калузької області Російської Федерації.
Населення становить 9 осіб. Входить до складу муніципального утворення Селище Молодіжний.

## Історія
Від 2004 року входить до складу муніципального утворення Селище Молодіжний.

## Населення
| 2002 | 2010 |
| ---- | ---- |
| 10   | ↘9   |